# Операція «Морська орбіта»

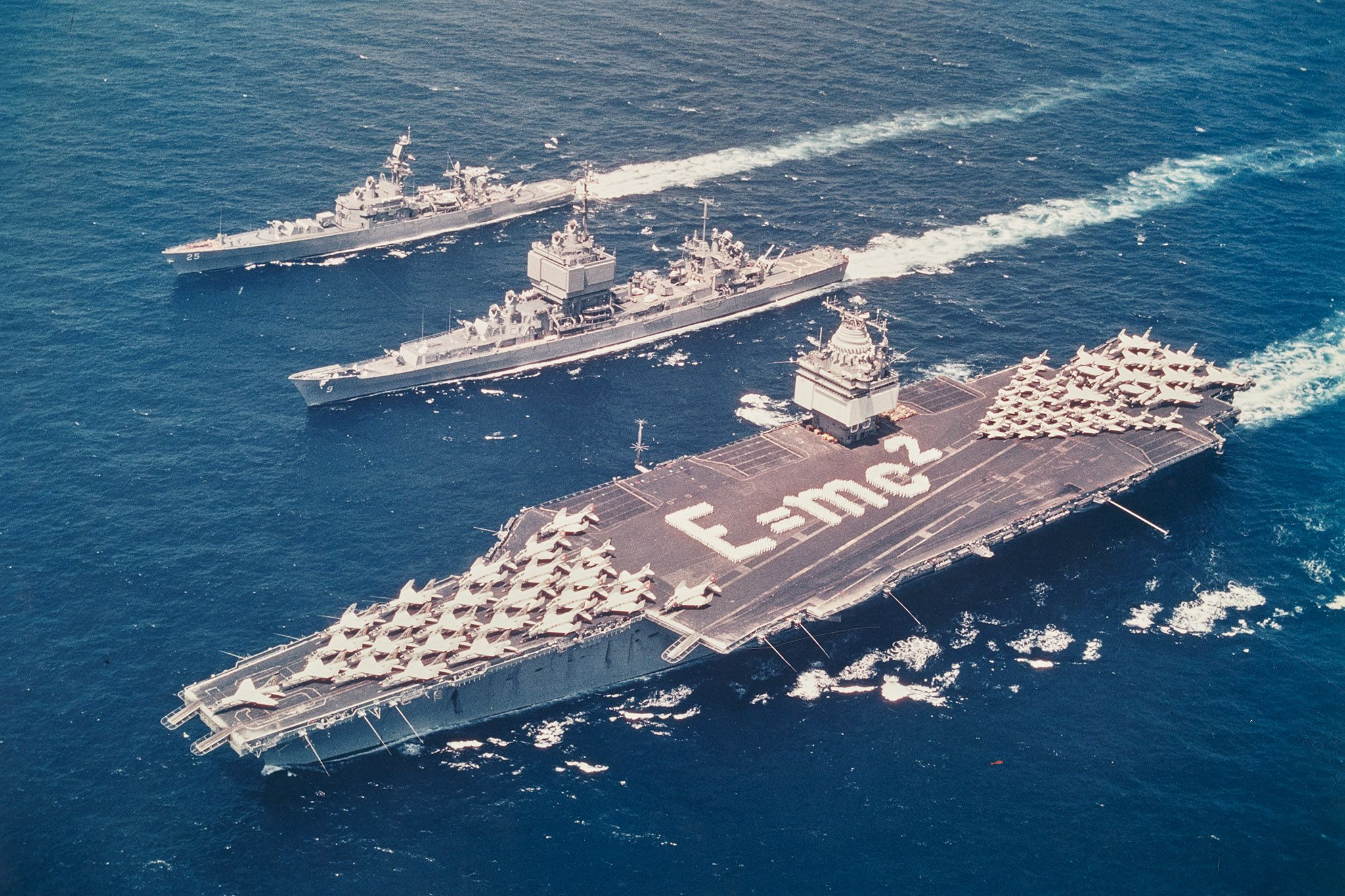
Enterprise, Long Beach та Bainbridge

Операція «Морська орбіта» (англ. Operation Sea Orbit) — навколосвітній похід 1964 року Оперативної групи Один (англ. Task Force One) ВМС США, що складалася з USS Enterprise (CVAN-65), USS Long Beach (CGN-9), та USS Bainbridge (DLGN-25). Ці атомоходи пройшли маршрутом 30,565 миль без дозаправляння навколо Земної кулі за 65 днів.

## Концепція
Операція «Морська орбіта» була ідеєю віцеадмірала Джона С. Маккейна-молодшого, який розглядав її як демонстрацію спроможності кораблів з ядерним двигуном діяти незалежно від забезпечення з берега  і, власне, технічних досягнень, подібно до походу парового Великого Білого флоту у 1907-1909 роках. 

## Розгортання
«Лонг Біч» та «Бейнбрідж» вийшли з Норфолку 28 квітня 1964, разом з авіаносцем «Франклін Рузвельт» для того, щоб вирушити до Середземного моря, де було визначене місце рандеву з «Ентерпрайз». Оперативна група Один сформувалася поблизу Майорки 13 травня, після чого провела серію навчань з перевірки ефективності взаємодії групи атомних кораблів.
Замінена іншими кораблями TF1 (абревіатура від Task One) вирушила у похід 31 червня 1964. Всі три кораблі максимально запаслись продовольством перед виходом, аби уникнути отримання забезпечення у морі впродовж маршруту. Оперативна група спочатку спустилася вниз вздовж західного узбережжя Африки з заходами у Рабат, Дакар; Фрітаун, Монровію та Абіджан, перед тим як перетнути екватор. 10 серпня TF1 досягла Мису Доброї Надії, де здійснила навчання з двома корабля військово-морських сил Південно-Африканської Республіки.

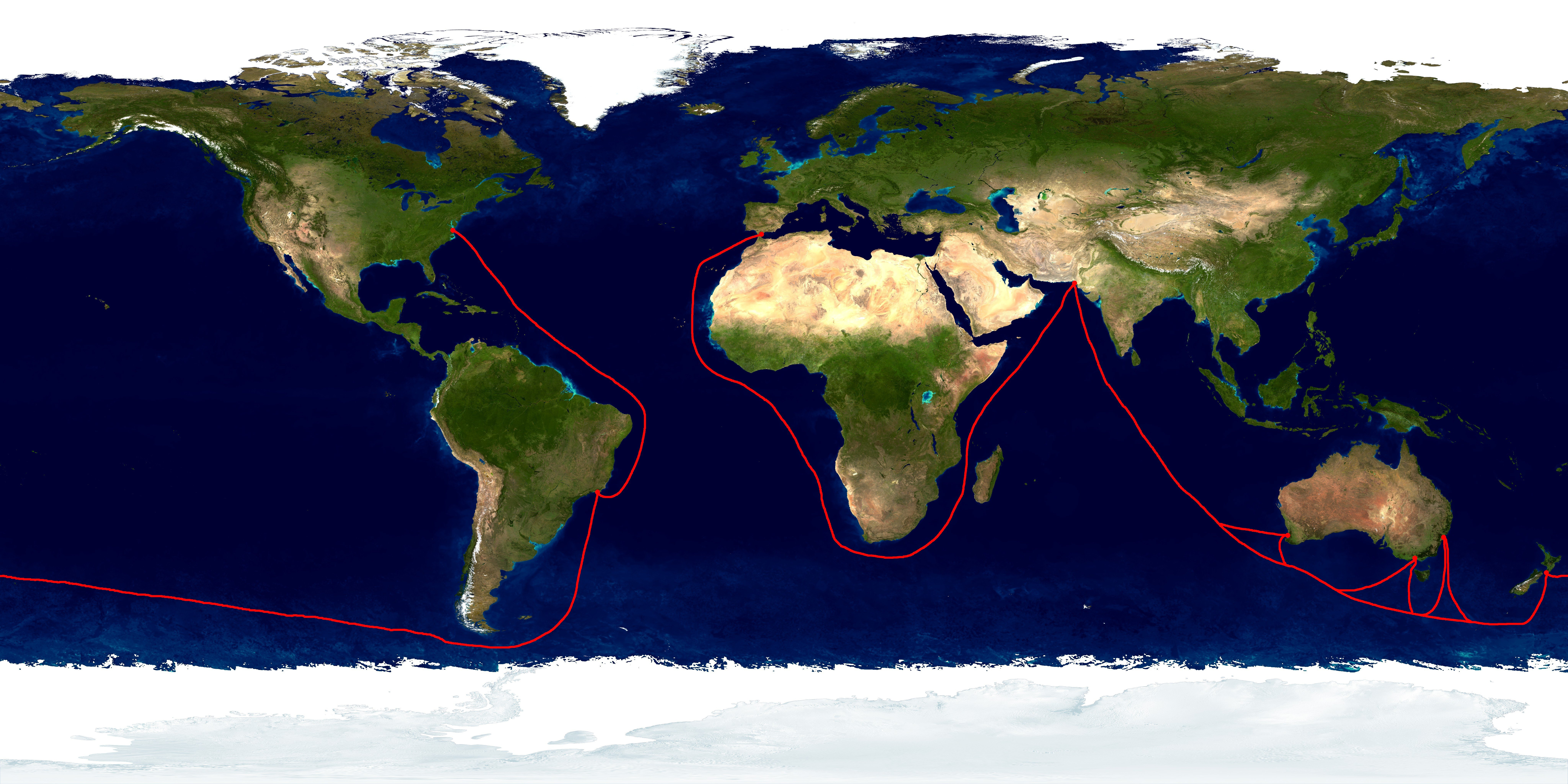
Маршрут походу під час операції "Морська орбіта"

Після цього TF1 пройшла Мозамбіцькою протокою у Індійський океан, де здійснила захід у Момбасу, перед тим як вирушити через океан до Пакистану. Американські кораблі зустрілися трьома кораблями військово-морських сил Пакистану і разом з ними вирушили у Карачі. Але з огляду на стан моря було вирішено, що  для більших  «Ентерпрайз» та «Лонг Біч»  надто небезпечно заходити у порт. То ж туди зайшов лише Bainbridge, у той час як більші кораблі були вимушені стати на якір на відстані кількох миль від гавані.
Після виходу з Карачі TF1 рушила вздовж західного узбережжя Індії перед тим як повернути до Австралії. Дорогою, в акваторії південніше Індонезії, Оперативна група провела навчання з ударною авіаносною групою  Королівського флоту на чолі з HMS Victorious (R38). Після цього вона розділилась для відвідування різних австралійських портів - Фрімантлу («Бейнбрідж»), Мельбурна («Лонг Біч») та Сіднею («Ентерпрайз»),  Потім кораблі знову об'єднались та вирушили до Нової Зеландії, де «Бейнбрідж» та «Лонг Біч» здійснили захід у Веллінгтон.
TF1 перетнула Тихий океан та пройшла повз Мис Горн назад у Атлантику, здійснивши візити у Буенос-Айрес, Монтевідео, Ріо-де-Жанейро. Відпливши від Бразилії, «Бейнбрідж»  відділився 30 вересня для повернення у Чарльстон, а «Ентерпрайз» та «Лонг Біч» попрямували у Норфолк. Всі три кораблі повернулися 3 жовтня 1964 року.
Оперативна група Один провела 65 днів у поході, з них 57 у морі, та пройшла 30 216 миль без постачань. Контрадмірал Стрін відзначив, що гнучкість застосування кораблів з атомними двигунами забезпечувало, що TF1 "могла бути направлену у будь-яку акваторію світу без роздумів, чи можливо її там забезпечити, а також спроможна негайно по прибуттю бути готовою до здійснення операцій".

### Командир
- Командиром Оперативної групи один під час походу був контрадмірал Бернард С. Стрін (Bernard M. Strean).

## Річниця
Ветерани операції "Морська орбіта" зібралися 30 липня 2004 року на 40-річчя зустрічі кораблів.   У 2011 році операція "Морська орбіта" була включена до експозиції "Технологія для ядерної епохи: ядерний двигун" для експозиції, присвяченій періоду Холодної війни у музеї ВМС США у Вашингтоні. 